# Operation Pastel
Die Operation Pastel wurde im späten Frühjahr 1945 ausgearbeitet und war ein Ablenkungsplan der US-Amerikaner zur Deckung der geplanten, aber nicht ausgeführten Invasion der japanischen Hauptinseln (→ Operation Downfall) zur Beendigung des Pazifikkriegs. Er bezog sich dabei im Wesentlichen auf die Teiloperation Olympic mit den Landungen auf Kyūshū. Als Operationen waren vorgetäuschte Landungen bei Shanghai in China (Operation Longtom) Anfang Oktober 1945 und auf Shikoku Anfang Dezember vorgesehen.
Ein von den Combined Chiefs of Staff im Juni 1945 abgesegneter Täuschungsplan, die Operation Broadaxe, sah dagegen Invasionen auf Taiwan im Spätsommer und Hokkaidō im Frühherbst, Landungen in Indochina im Herbst und im Spätherbst Angriffe auf Sumatra von Indien aus vor. Weiterhin sollten im Winter zusätzliche Stützpunkte nach einem Vorstoß ins Gelbe Meer gesichert werden. Dieser Plan wurde fast zeitgleich zur Operation Pastel an die Führung in Washington, D.C. weitergegeben. Die Überschneidung führte zu einer Konferenz über beide Pläne, die am 27. Juni 1945 stattfand. Als Ergebnis wurde der Pastel-Plan neu überarbeitet und am 9. Juli als Direktive 1410 der Joint Chiefs of Staff herausgegeben.
Nach einer Verschiebung der Downfall-Termine wurde auch der Plan zur Operation Pastel noch einmal überarbeitet und neu terminiert. Nun lagen die neuen Operationsdaten (Pastel Two) auf Anfang April 1946 für eine fiktionale Invasion in Südkorea und auf Anfang April für die Shikoku-Landungen. Zusätzlich nahmen die Planer eine Landung auf Hokkaidō für Anfang Juni mit auf. Die Shanghai-Landungen waren aus der Planung gestrichen worden, als der Plan am 30. Juli 1945 verabschiedet wurde.